# Фізико-математичний салон
Фізико-математичний салон (нім. Mathematisch-Physikalischer Salon) — зібрання історичних годинників і наукових інструментів в Дрездені. Музей входить до складу Державних художніх зборів Дрездена. Розташований в одному з павільйонів Цвінгера.

## Історія

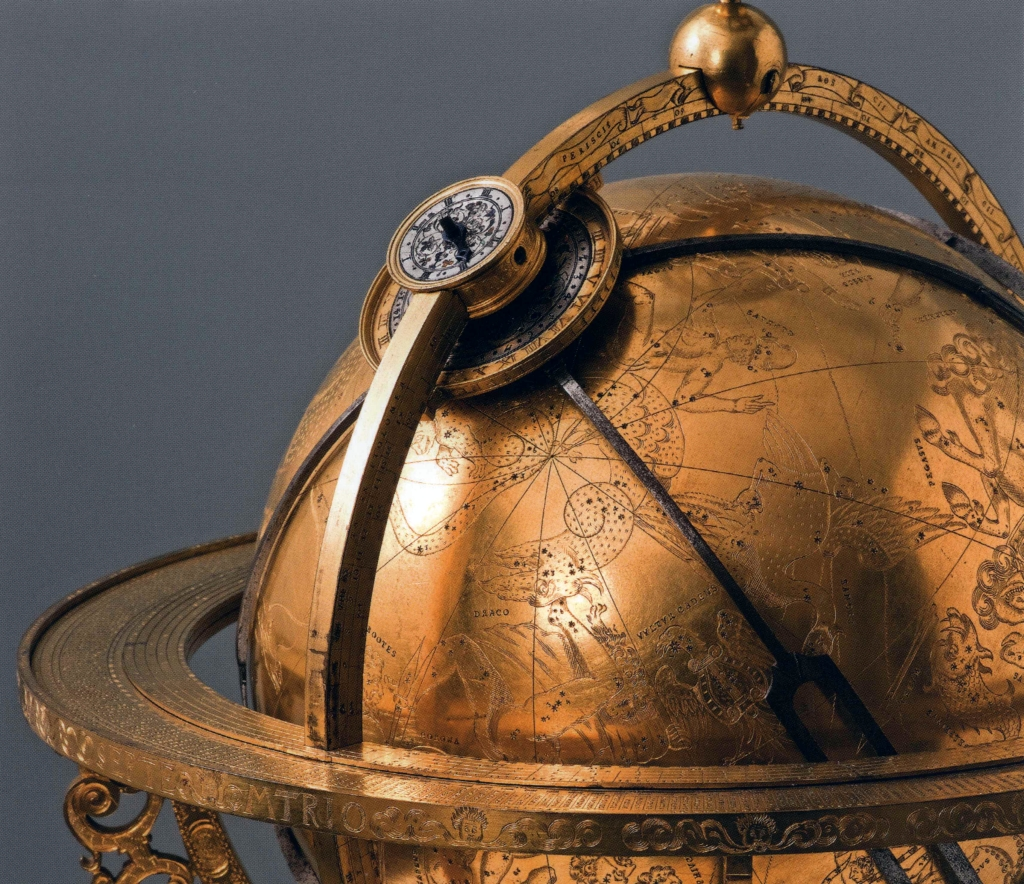
Глобус 1586 р.

Зібрання зародилося в XVI столітті, коли в Дрездені було засновано кунсткамеру. Вже до 1587 року в кунсткамері знаходилося близько тисячі математичних і технічних приладів і інструментів. «Королівський кабінет математичних і фізичних інструментів» був відокремлений як самостійна колекція за часів правління Августа Сильного в 1728 році і носив цю назву до 1746 року. Попри те, що колекція набула музейний характер, вона залишалася доступною для практикуючих учених. Представлені в музеї наукові прилади використовував у тому числі і сам Август Сильний. У XVIII столітті в Цвінгері також містилася астрономічна обсерваторія.

## Колекція
Нині в музеї виставлені рідкісні оптичні, астрономічні і геодезичні прилади XVI—XVIII століть. Серед них — інструменти для рахунку, креслення, вимірювання довжини, маси, температури і тиску. Аж до ХХ століття тут вівся відлік офіційного часу для Дрездена і Саксонії. Разом з ранніми спробами точного відтворення часу тут представлені вежовий годинник епохи Відродження і дорогоцінні годинники-медальйони.
Частиною експозиції є запальні скельця і інші прилади відомого німецького дослідника, експериментатора, математика Еренфрида Вальтера фон Чирнгауса, якого також нерідко вважають винахідником європейської порцеляни. Одно з його запальних скелець 1686 року, виконане з дерева і міді, досягає в діаметрі 158,5 см (загальна висота 2,3 м). З його допомогою досягалася температура, необхідна для плавлення піску і заліза, — і тим самим ставало можливим виробництво скла і порцеляни.
Музей славиться також своєю колекцією небесних і земних глобусів. Найстаріший із них був створений у ХІІІ столітті на території сучасного Іраку. Одним з найвідоміших експонатів є механічна рахункова машина Блеза Паскаля 1650 року.
У 2013 році музей був відкритий після тривалої реконструкції. У постійній експозиції зберігаються понад 1000 експонатів.

## Фототека

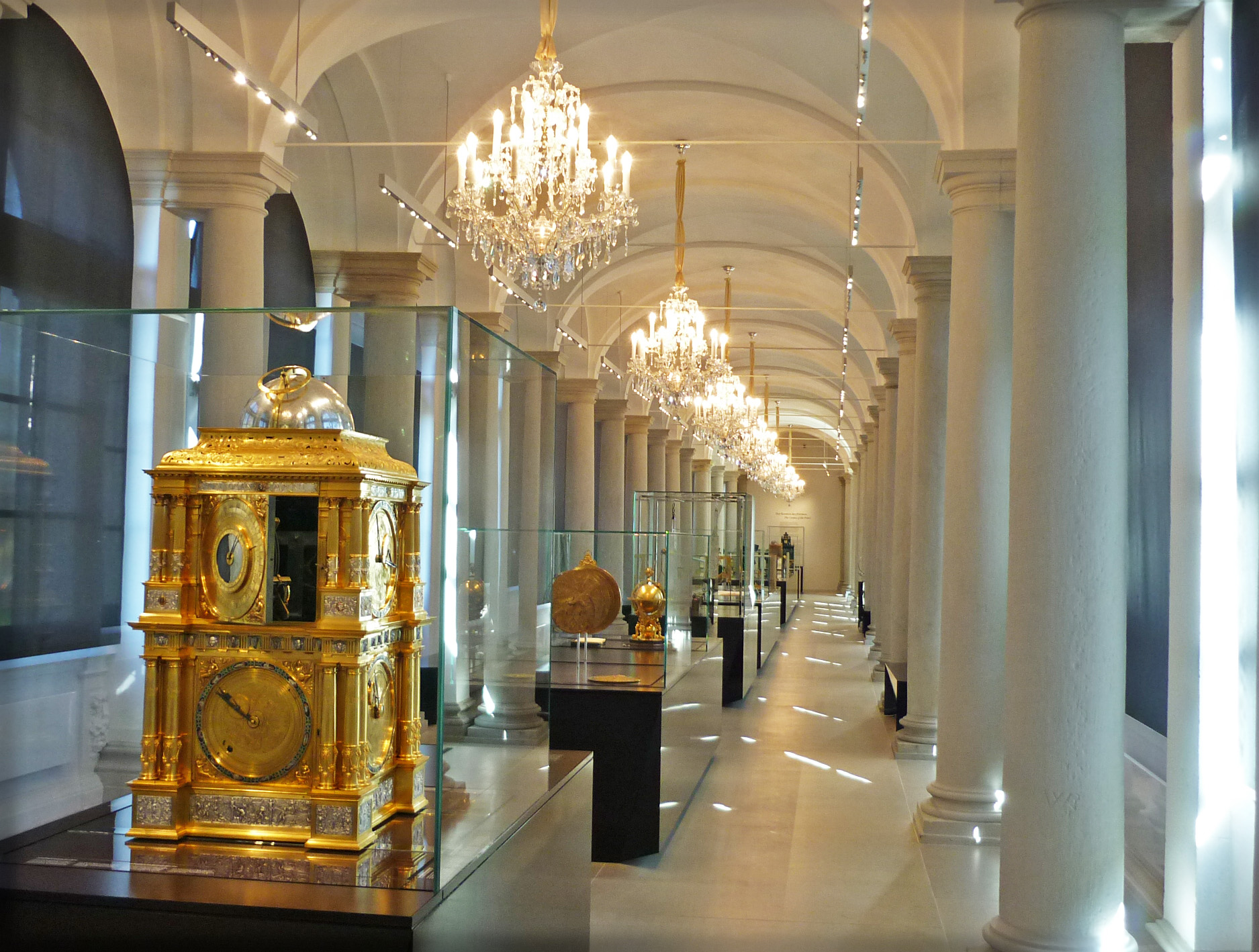
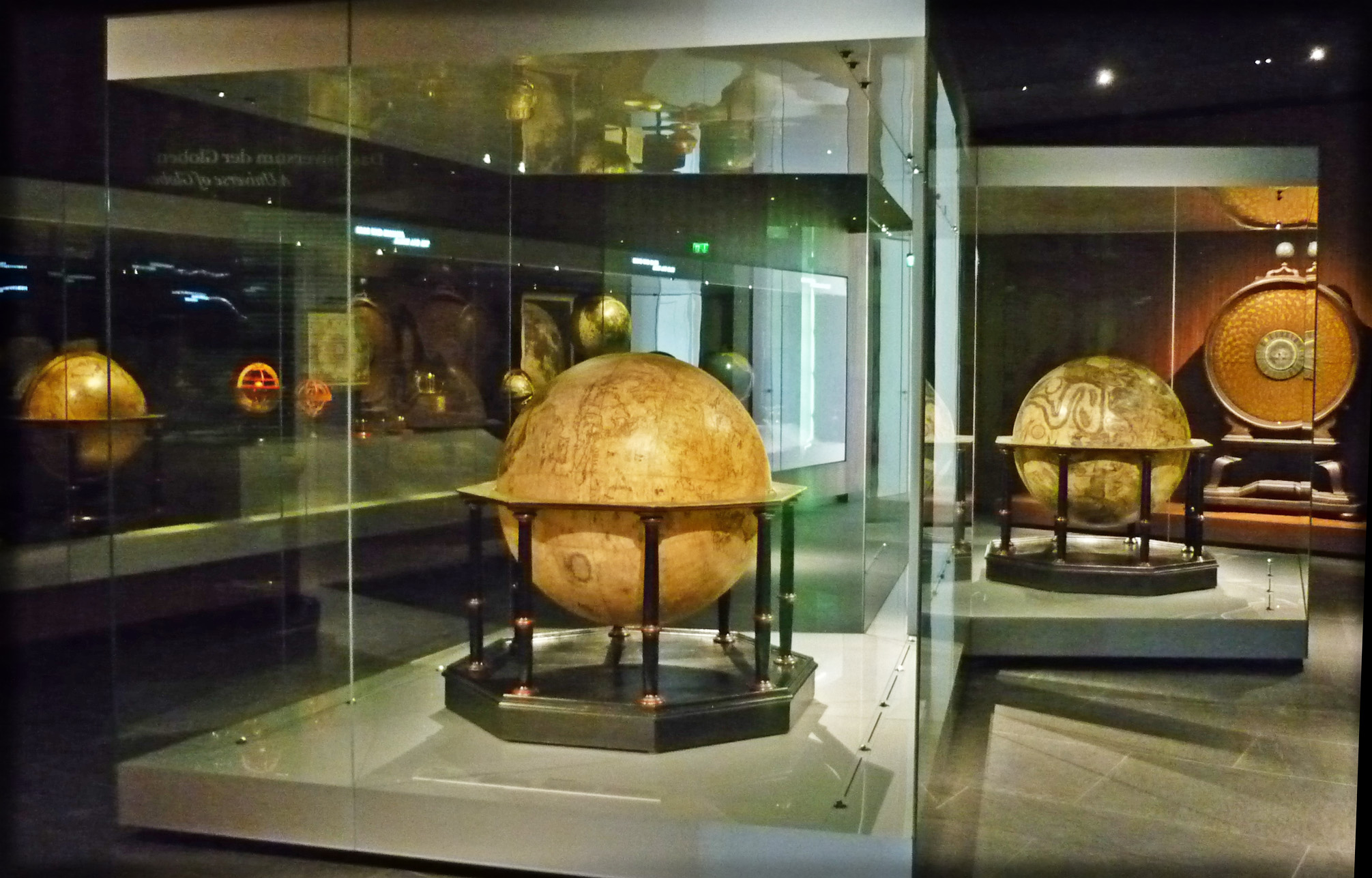
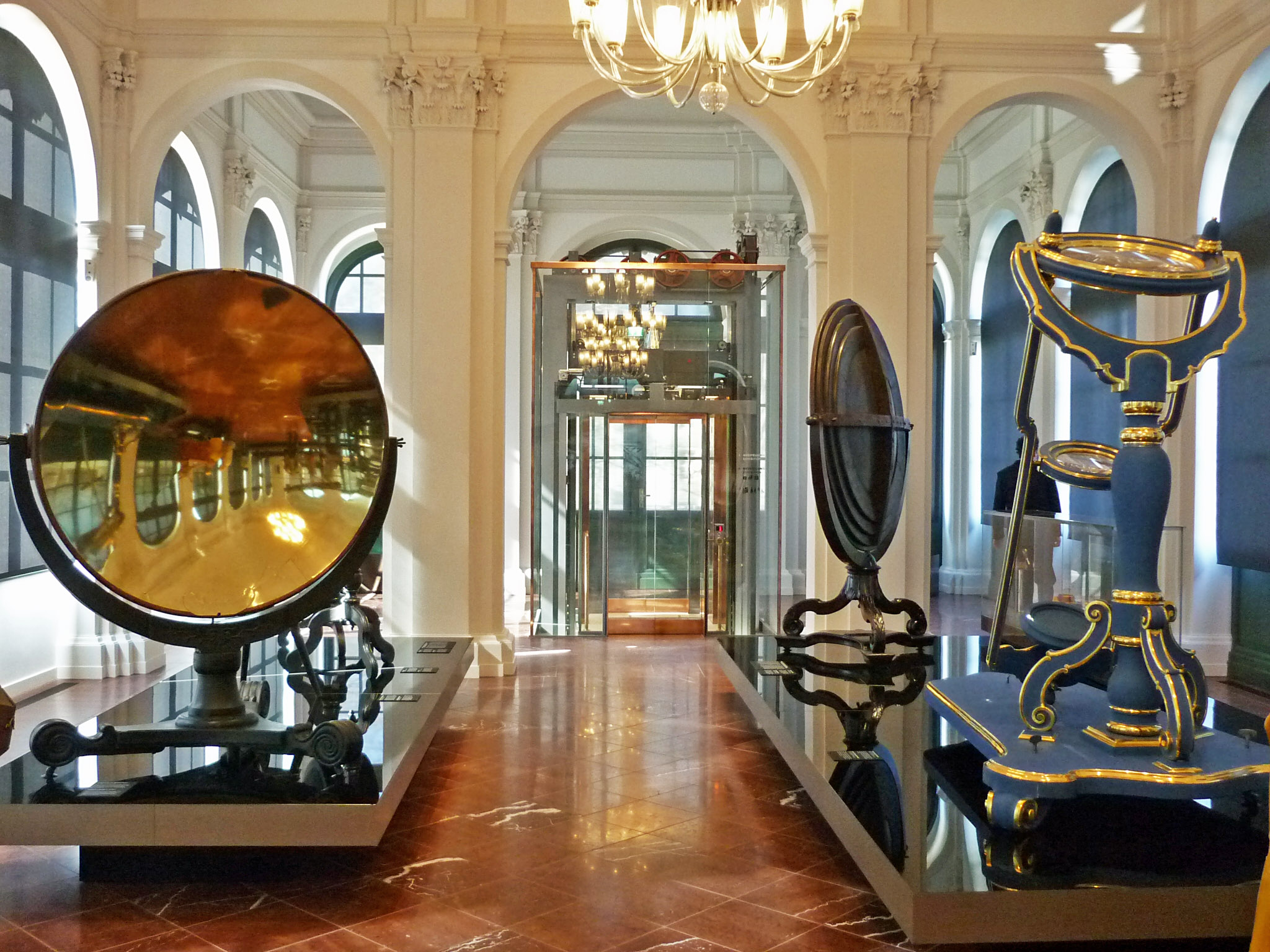
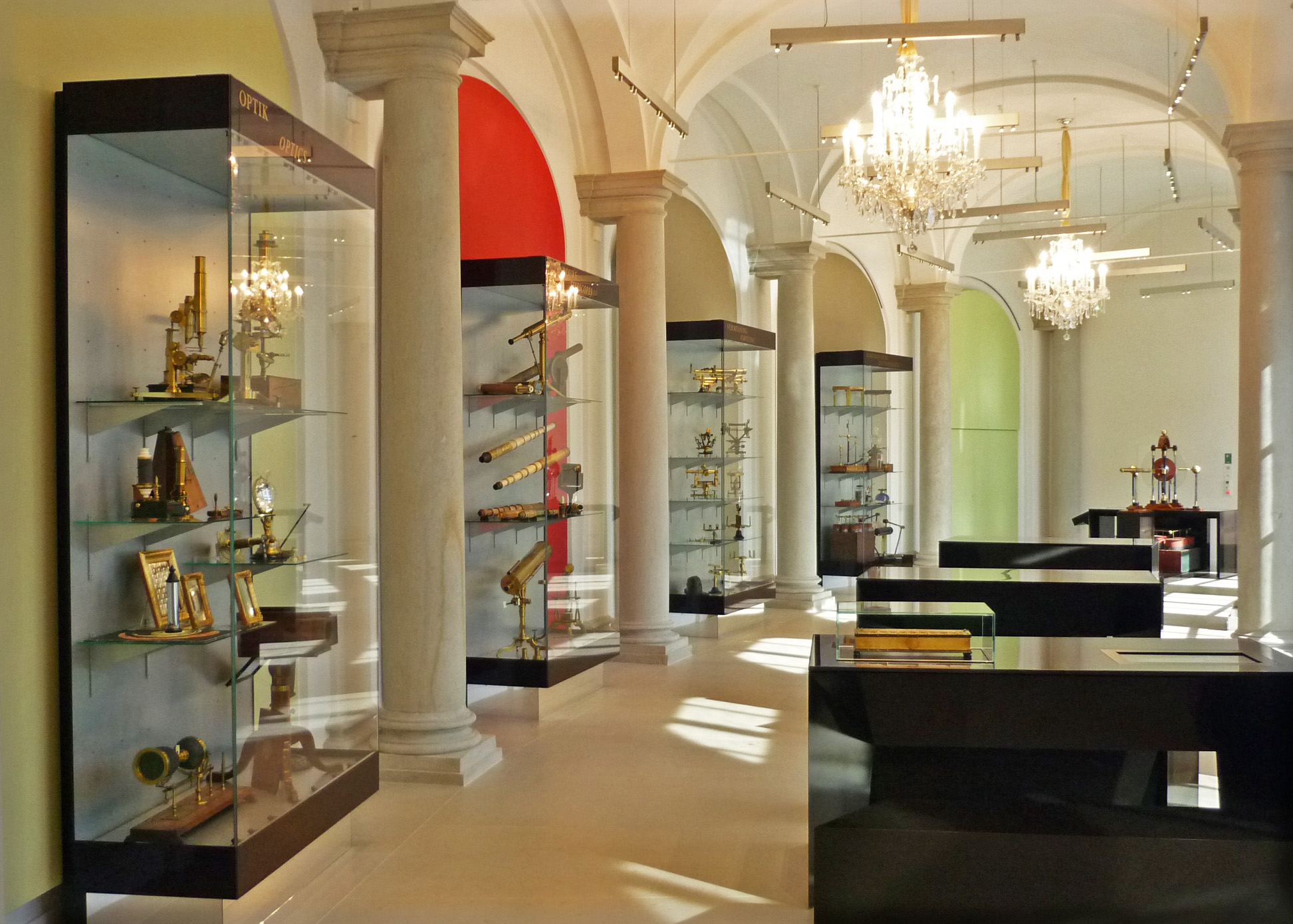

## Ресурси Інтернету
- Офіційна сторінка, англ.

- Der Mathematisch-Physikalische Salon bei den Staatlichen Kunstsammlungen Dresden
- Handzettel zum Mathematisch-Physikalischen Salon (PDF; 5,6 MB)
- Der Mathematisch-Physikalische Salon bei www.dresden-und-sachsen.de
- tschirnhaus-gesellschaft.de
- Der Mathematisch-Physikalische Salon bei Google Art Project
- Uhren des Mathematisch-Physikalischer Salons